# Neuperlé
Neuperlé is een gehucht in de gemeente Martelange in de Belgische provincie Luxemburg. De plaats ligt net ten oosten van het dorp Perlé in Luxemburg in het Land van Aarlen en er wordt voornamelijk Luxemburgs gesproken.
Tot 1843 behoorde Neuperlé tot de Luxemburgse gemeente Perlé. Door het grensverdag van 7 augustus 1843 werden Neuperlé en La Folie naar de Belgische gemeente Martelange overgeheveld.
Dorp: Martelange

Overige plaatsen: Grumelange · La Folie · La Roche Percée · Neuperlé · Radelange

Belgische gemeenten · Arrondissement Aarlen · Luxemburg · Wallonië